# Goniochernes
Genre
Goniochernes est un genre de pseudoscorpions de la famille des Chernetidae.

## Distribution
Les espèces de ce genre se rencontrent en Afrique subsaharienne.

## Liste des espèces
Selon Pseudoscorpions of the World (version 3.0) :
- Goniochernes beieri Vachon, 1952
- Goniochernes goniothorax (Redikorzev, 1924)
- Goniochernes lislei Vachon, 1941
- Goniochernes vachoni Heurtault, 1970

## Publication originale
- Beier, 1932 : Pseudoscorpionidea II. Subord. C. Cheliferinea. Tierreich, vol. 58, p. 1-294.